# Мркаљи (Хан Пијесак)
Мркаљи су насељено мјесто у општини Хан Пијесак, Република Српска, БиХ. Према попису становништва из 1991. у насељу је живјело 141 становника.

## Становништво
| Демографија | Демографија | Демографија |
| Година      | Становника  | Становника  |
| ----------- | ----------- | ----------- |
| 1948.       | 175         |             |
| 1953.       | 215         |             |
| 1961.       | 250         |             |
| 1971.       | 238         |             |
| 1981.       | 193         |             |
| 1991.       | 141         |             |